# ذخیره‌سازی ابری ترکیبی
ذخیره‌سازی ابری ترکیبی، در زمینه ذخیره‌سازی داده‌ها، به زیرساختی اشاره دارد که از ترکیب منابع ذخیره‌سازی محلی (در محل) با یک ارائه‌دهنده ذخیره‌سازی ابری عمومی استفاده می‌کند. ذخیره‌سازی محلی معمولاً توسط سازمان مدیریت می‌شود، در حالی که ارائه‌دهنده ذخیره‌سازی ابری عمومی مسئول مدیریت و امنیت داده‌های ذخیره‌شده در ابر است.
ذخیره‌سازی ابری ترکیبی می‌تواند برای تکمیل منابع ذخیره‌سازی داخلی یک سازمان استفاده شود یا می‌تواند به عنوان زیرساخت اصلی ذخیره‌سازی به کار رود. در هر دو حالت، ذخیره‌سازی ابری ترکیبی می‌تواند به سازمان‌ها انعطاف‌پذیری و مقیاس‌پذیری بیشتری نسبت به زیرساخت‌های ذخیره‌سازی سنتی محلی ارائه دهد.
استفاده از ذخیره‌سازی ابری ترکیبی مزایای زیادی دارد، از جمله توانایی ذخیره‌سازی داده‌های پرکاربرد به‌صورت محلی برای دسترسی سریع، در حالی که داده‌های سرد و غیرفعال در خارج از محل و در ابر ذخیره می‌شوند. این مسئله می‌تواند به صرفه‌جویی در فضا، کاهش هزینه‌های ذخیره‌سازی و بهبود عملکرد منجر شود. علاوه بر این، ذخیره‌سازی ابری ترکیبی می‌تواند به سازمان‌ها انعطاف‌پذیری و تحمل خطای بیشتری ارائه دهد، زیرا داده‌ها هم در زیرساخت‌های ذخیره‌سازی محلی و هم در زیرساخت‌های ذخیره‌سازی ابری نگهداری می‌شوند.
با این حال، ذخیره‌سازی ابری ترکیبی چندین معایب نیز دارد، که از جمله این معایب می‌توان به نیاز به مدیریت دو زیرساخت ذخیره‌سازی جداگانه و احتمال افزایش هزینه‌هااشاره کرد. همچنین، داده‌های ذخیره‌شده در ابر تحت سیاست‌های امنیتی و حریم خصوصی ارائه‌دهنده ذخیره‌سازی ابری قرار دارند. یکی از چالش‌ها در انتقال از سیستم‌های ذخیره‌سازی سنتی به ذخیره‌سازی ابری ترکیبی این است که ظرفیت نامحدود ابر می‌تواند به انباشت منابع هدررفته و هزینه‌های غیرقابل کنترل منجر شود، اگر استفاده از این فضا به دقت نظارت نشود.

### موارد استفاده
موارد استفاده از ذخیره‌سازی ابری ترکیبی شامل موارد زیر است:
- افزایش ظرفیت - ذخیره‌سازی ابری ترکیبی امکان گسترش ظرفیت ذخیره‌سازی نامحدود و انعطاف‌پذیر را برای سایت‌های محلی فراهم می‌کند.
- بازیابی در مواقع اضطراری - ذخیره‌سازی ابری ترکیبی می‌تواند یک نسخه پشتیبان از داده‌های محلی را در ابر برای ادامه فعالیت کسب‌وکار نگه دارد.
- پردازش افزایشی - ذخیره‌سازی ابری ترکیبی می‌تواند داده‌های تولید شده به‌صورت محلی را در ابر برای پردازش یا تجزیه و تحلیل در دسترس قرار دهد.
- ارکستراسیون داده‌ها - ذخیره‌سازی ابری ترکیبی می‌تواند یک نمای یکپارچه از داده‌ها در چندین ابر یا مکان مختلف با استفاده از یک پروتکل یا رابط واحد ایجاد کند.